# Antonin Artaud
Antoine Marie Joseph Artaud (født 4. september 1896, død 4. marts 1948) var en fransk dramatiker, poet, skuespiller og instruktør. 

## Historie
Antoine Artaud blev i 1896 født i Marseille.
Som 4-årig blev Antonin angrebet af meningitis. Eftervirkningerne af sygdommen gav ham et nervøst, irritabelt temperament gennem puberteten. Han led også af neuralgi (nervesmerter), havde alvorlige depressionsanfald, og han stammede. 
Hans forældre fik arrangeret en lang række ophold på sanatorier for deres søn, hvilket var dyrt. Opholdene varede i fem år med en pause på to måneder (juni og juli, 1916), da Antonin blev indkaldt til hæren. Han blev fritaget pga. søvngængeri. Mens Antonin lå på sanatoriet, læste han bøger af Arthur Rimbaud, Charles Baudelaire og Edgar Allan Poe. I maj 1919 fik Artaud ordineret opium af sanatoriets leder, dr. Dardel, hvilket fremskyndede en livslang afhængighed af dette stof og andre lignende.

## Karriere
I marts 1920 flyttede Artaud til Paris. Han sendte i en alder af 27 år nogle af sine digte til bladet La Nouvelle Revue Française. De blev afvist, men redaktøren skrev tilbage i forsøget på at forstå ham, hvilket affødte et venskabsforhold i brevveksling. Dette værk, Correspondence avec Jacques Rivière var hans første store udgivelse. I november 1926 blev Artaud ekskluderet fra surrealistbevægelsen, i hvilken han havde deltaget kort, for at nægte at sige, at teatret var en borgerlig kommerciel kunstform, men også for at nægte at slutte sig til det franske kommunistparti sammen med de andre surrealister. 
Han viste også stor interesse for film og skrev drejebogen til den første surrealistiske film, The Seashell and the Clergyman, instrueret af Germaine Dulac. Han spillede også med i Abel Gances, Napoleon som Jean-Paul Marat, og i Carl Th. Dreyer film, Jeanne d'Arc, spillede han munken, Jean Massieu.
I sin bog Det Dobbelte Teater (engelsk: The Theatre and Its Double) udtrykte Artaud sin beundring for Østens teaterform, specielt den balinesiske. Han beundrede Østens teater pga. dets kodificerede og i den grad ritualiserede håndgribelighed bestående af balinesisk danseoptræden, hvilket lagde grunden til, hvad han kaldte et "grusomhedens teater". Med ”grusomhed” mener han ikke sadisme eller at det at påføre smerte, men mere en voldelig, fysisk determination for at knuse den falske virkelighed, som han sagde ligger som et dække over vores opfattelsesevne. Han troede på, at tekst havde tyranniseret meningen, og han advokerede i stedet for et teater gjort af et enestående sprog, midtvejs mellem tanke og gestus. Han troede også på, at seksuelle aktiviteter, inklusive masturbation, var skadelige for den kreative proces og burde undgås, hvis man håbede på renhed i sin kunst. Antonin Artaud beskrev det åndelige med fysiske udtryk. Han troede at alle udtryk er fysisk fremstilling i rummet. Han var fortaler for et system bestående af ”fællesterapi” gennem teater. 
"Grusomhedens teater er blevet skabt for at kunne genoprette teatret med lidenskab og et krampagtigt livskoncept bestående af voldelig hårdhed og ekstrem sammentrængning af sceniske elementer, således at grusomheden, på hvilken den er baseret, må blive forstået herudfra. Denne grusomhed, som vil blive blodig, når det nødvendigt, men ikke egentlig systematisk, kan således blive identificeret med en slags heftig moralsk renhed, som ikke holder sig tilbage fra at betale med livet, som den pris, der må betales."
– Antonin Artaud, Grusomhedens Teater
En oversigt af Artauds Grusomhedens Teater:
1) Artaud havde et pessimistisk syn på verden, men han troede, at teatret kunne bevirke en ændring.
2) Fjern publikum fra hverdagen, og brug symbolske objekter til at arbejde med publikums sjæl og følelser.
3) Angrib publikums sanser gennem en række af tekniske metoder og skuespil, så publikum vil blive bragt ud af sin ufølsomhed, og det dermed vil være nødsaget til at konfrontere sig med sig selv. 
4) Brug det groteske, det grimme og smerten for at konfrontere et publikum.